# Vladimir Ivanovič Němcov
Vladimir Ivanovič Němcov (rusky Владимир Иванович Немцов) (10. září 1907, Jepifan, Tulská oblast – 3. ledna 1994, Moskva) byl ruský sovětský radiotechnik a spisovatel, autor vědeckofantastických povídek a románů.

## Život
Nejprve studoval při zaměstnání na tzv. Dělnické fakultě (рабфак) v Tule. V letech 1926–1929 pak pokračoval ve studiu literatury na Etnologické fakultě Moskevské státní univerzitzy, studium však nedokončil. Zabýval se radiotechnikou a publikoval články v populárně vědeckých časopisech. Začal pracovat ve Vojenském výzkumném ústavu spojů, kde se stal známým jako vynálezce přenosných radiostanic. Získal dvacet autorských osvědčení v tomto oboru a jako návrhář pomáhal při jejich vývoji v továrně v Leningradě, kde ho zastihla německá blokáda. Posléze byl poslán do Baku, kde se podílel na organizaci vojenské radiotechnické továrny a byl jmenován jejím hlavním inženýrem. Za svou práci obdržel medaili Za obranu Leningradu, Řád Vlastenecké války, Řád rudé hvězdy, Řád rudého praporu práce a další. Od roku 1945 byl členem Komunistické strany Sovětského svazu a od roku 1946 členem Svazu sovětských spisovatelů. Od konce čtyřicátých let se věnoval zcela literatuře.
Psát začal ještě při svých studiích v Tule. Jeho básně byly publikovány v časopise Коммунар (Komunard). První vědeckofantastickou povídku Сто градусов (Sto stupňů) vydal roku 1945. Nejprve jej zajímala témata, jimiž se zabývala věda v době, kdy svá díla psal, později následovaly rozsáhlé romány, které měly zobrazit sovětské grandiózní technické projekty. Ideologicky ostře se stavěl proti novým trendům v sovětské fantastice, zejména proti dílu bratří Strugackých, které zkritizoval v článku Для кого пишут фантасты? (1966, Pro koho píší fantasté). Podle Němcova jejich knihy nikterak nenapomáhaly v budování komunismu..

## Dílo
- Сто градусов (1945, Sto stupňů), vědeckofantastická povídka.
- Незримые пути (1945, Neviditelné cesty), zápisky radiokonstruktéra z Velké vlastenecké války.
- Шестое чувство 1946, Šestý smysl), sbírka vědeckofantastických povídek, obsahuje Шестое чувство (Šestý smysl), Снегиревский эффект (Sněgirevskij efekt), Новая кожа (Nová kůže), Сто градусов (Sto stupňů) a День и ночь (Den a noc).
- Огненный шар (1946, Ohnivá koule), vědeckofantastická povídka z cyklu o inženýru Petrovovi.
- Аппарат СЛ-1 (1947, Přístroj SL-1), česky jako Modrý paprsek, vědeckofantastická povídka z cyklu o inženýru Petrovovi o přístroji, který objevuje ložiska kovů na sta metrů daleko podle specifické vůně, kterou ta či ona látka vydává.
- Золотое дно (1948, Zlaté dno), vědeckofantastický román, dobrodružné příhody studenta geologického výzkumného ústavu, který je vyslán do oblasti podmořských naftových vrtů v Kaspickém moři, kde spolupracuje s geniálním konstruktérem Vasiljevem na sestrojení velkolepého těžního a laboratorního zařízení.
- Три желания (1948, Tři přání), sbírka vědeckofantastických povídek obsahující cyklus o inženýrovi Petrovovi, tj. Огненный шар (Ohnivá koule), Тень под землей (Stín pod zemí – prvně vydáno v této sbírce) a Аппарат СЛ-1 (Přístroj SL-1).
- Рекорд высоты (1949. Výškový rekord), vědeckofantastický román* Семь цветов радуги (1950, Sedm barev duhy), román.
- Счастливая звезда (1955, Šťastná hvězda), román, též pod názvem Альтаир (Altair).
- Осколок Солнца (1955, Úlomek slunce), novela.
- Последний полустанок (1959, Poslední zastávka), vědeckofantastický román o dvojím vzletu lidské posádky do vesmíru pomocí zvlášť konstruovaného létajícího disku.
- Волнения, радости, надежды: Мысли о воспитании (1960, Vzrušení, radosti, naděje: Myšlenky o vzdělávání), publicistika.
- Для кого пишут фантасты? (1966, Pro koho píší fantasté), publicistika.
- Когда приближаются дали… (1975, Když se přibližují dálky), román.

## Česká vydání
- Modrý paprsek, Mladá fronta, Praha 1951, přeložil Jaroslav Veis.
- Výškový rekord, Práce, Praha 1950, přeložil Jiří Drvota.
- Zlaté dno, Práce, Praha 1951, přeložil A. Vladov.
- Neviditelné cesty, Naše vojsko, Praha 1952, přeložil J. Vychodil.
- Zlaté dno Mladá fronta, Praha 1954, přeložil Bedřich Bösser.
- Zlaté dno, Práce, Praha 1959, přeložil Jiří Moravec.
- Stín pod zemí, SNDK, Praha 1961, přeložil Jiří Moravec.
- Poslední zastávka, Svět sovětů, Praha 1961, přeložil Josef Milde.